# コイン洗車場
コイン洗車場（こいんせんしゃじょう、coin-operated car wash）は、有料で洗車に必要な道具と設備を利用可能な商業施設である。

## 概要

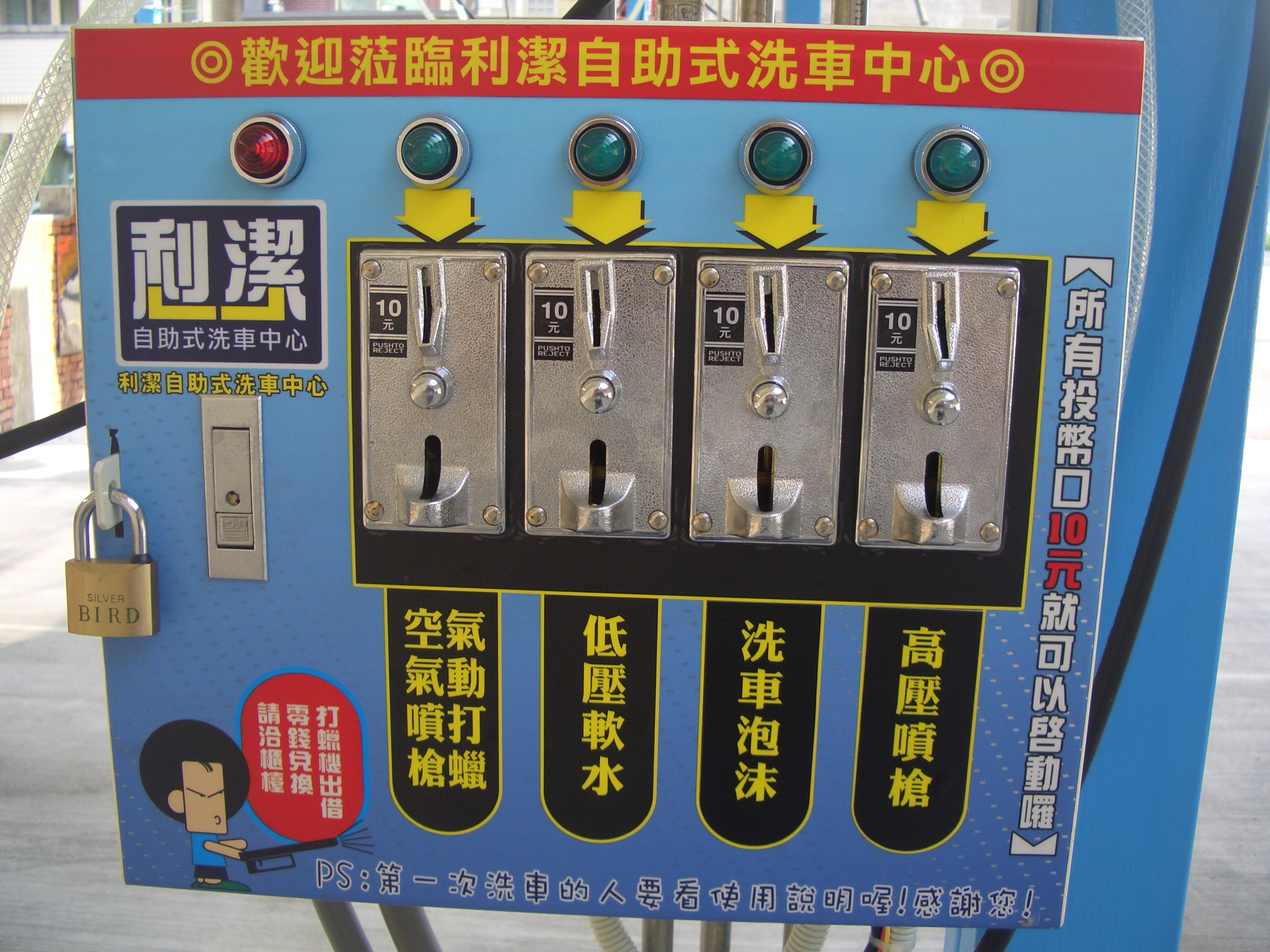
台湾の施設のコイン投入口

硬貨を投入して自動的に料金徴収と稼働開始が行われる装置を備えていることから、日本ではコイン洗車場と呼ばれているが、紙幣やプリペイドカード、クレジットカードでの支払いを受け付ける場合もある。
日本において典型的なコイン洗車場は、数台から数十台の自動車を収容できる敷地内に、車体外部の洗浄や車室内の清掃といった作業ができるブースが複数設けられていて、それぞれのブースには料金徴収機が備えられた洗車機や掃除機などが設置されている。各設備は所定の料金を支払うことで稼働開始し、料金に応じた時間や回数、洗浄工程で稼働したのちに自動的に停止する。
アメリカやヨーロッパ各国においては、日本で多く見られる様式のほかに、洗車装置が並ぶトンネル状の建屋に車両を通過させる方式も一般的である。この方式では、洗車建屋出口付近の屋外に車両を停めて室内清掃を行ったり、残った水滴を拭き取ったりするスペースが設けられている場合が多い。入口に料金徴収機が設置されていて、料金を支払ったのちに洗車建屋へ車両を進入させる。建屋内には洗車対象の車両の前輪を前後から挟んで転がしながら牽引するコンベア装置が設置され、複数の車両を一定間隔で牽引する。コンベア装置の上方には機能が異なる複数の装置が洗車工程の順に並べられており、料金に応じて全工程の装置で洗車が行われるか、あるいは一部の工程が省かれて車両を通過させる。
コイン洗車場だけで経営されている場合のほか、ガソリンスタンドや自動車販売店、自動車用品店といった自動車に関連した事業を行なう店舗に併設されている場合もある。

## 設備
コイン洗車場にはスプレー洗車機か全自動洗車機、あるいはその両方が設置されていて、このほかに車室内を清掃する設備を設置している場合がある。
スプレー洗車機
定置型で料金徴収機能が付いた高圧洗浄機である。高い圧力の水を噴射して車体表面に当て、通常の水道水の圧力より効果的に汚れを飛ばすことができる一方で、汚れをこすり落としたり、濡れた車体を乾燥させる機能はない。コールタール、ピッチ、虫といったしつこい汚れを取り除くことは難しく、当然のことではあるが水しぶきや靴が濡れるのを嫌う者には向かない。利用客がノズルを保持して車体各部に向ける操作が伴う。冷水や温水以外にも、洗剤やワックス、コーティング剤などを混ぜて噴射する機能を持つものも多く、水のみの噴射と洗剤などを混ぜた噴射とを順に行うプログラムを複数設定できる。ポンプやボイラーは利用客から操作できない場所に置かれ、利用客は料金徴収機に設けられた操作パネルによって、投入金額に応じたコースを選択できる。こういった洗車機はかなり旧いタイプの機器が圧倒的に多くその場合百円硬貨しか対応してないので事前に用意しておく必要もある。
全自動洗車機
車両を停車させて門型の装置が前後に往復する方式や、複数の装置が並ぶ洗車ラインに車両を通過させる方式がある。回転するブラシや布で車体表面をこすりながら洗浄するもののほか、装置が車体に一切触れることなく高圧の水を吹き付けて汚れを飛ばすのみの方式もある。冷水や温水のほか、洗剤を混ぜて車体を洗浄する機能や、ワックスやコーティング剤で仕上げを行う機能を持つものが多い。洗剤やワックスなどの利用有無は利用客は投入金額に応じて複数のコースから選択できる。ブロワによって車体の水を飛ばして乾燥する機能をもつものも多く、洗車ライン方式では最終工程で揺動する布を車体に触れさせて水滴を吸い取る機能を持つものもある。
フロアマット洗浄機
フロアマットをローラーで送り、回転式のブラシで表面を洗浄するものや、高圧の冷水または温水で洗浄するものがある。
掃除機
定置式のバキューム掃除機である。狭い部分に入り込んだ塵をブロワで吹いて表に出し、吸い取りやすくする機能を持つものもある。
芳香剤散布機
北米や欧州ではフロアマットに芳香剤を散布する装置を設置する例も一般的である。